# Sandblindmaus
Die Sandblindmaus (Spalax arenarius) ist ein zu den Blindmäusen (Spalacinae) gehörendes, unterirdisch lebendes Nagetier. Sie lebt endemisch in der Ukraine, wo ihr Verbreitungsgebiet auf die sandigen Standorte entlang des unteren Dnepr in der Küstenebene des Schwarzen Meeres begrenzt ist. Nach der Zerstörung des Kachowka-Staudamms 2023 im Zuge des russischen Überfalls auf die Ukraine wird befürchtet, die Art könnte aussterben.

## Merkmale
Die Sandblindmaus hat eine Kopf-Rumpf-Länge von etwa 19 bis 27,5 Zentimetern und wiegt etwa 380 bis 660 Gramm. Die Männchen sind etwas größer als die Weibchen. Sie hat keinen äußerlich erkennbaren Schwanz und entspricht in ihrem Habitus einer typischen Blindmaus. Da wie bei allen Blindmäusen über ihre Augen Haut gewachsen ist, sind diese Tiere blind.  Der Körper ist strohgelb bis gräulich gefärbt, der Kopf ist etwas heller grau-weiß und die Bauchseite ist hell mausgrau. Von der Nase zu den Ohren befindet sich ein Kamm aus blass-gelbgrauen Haaren.
Die Tiere haben einen diploiden Chromosomensatz von 2n=62 Chromosomen.

## Verbreitung

Verbreitungsgebiet der Sandblindmaus

Die Sandblindmaus kommt nur in der Ukraine auf sandigen Standorten entlang des unteren Dnepr in der Küstenebene des Schwarzen Meeres vor.

## Lebensweise
Über die Lebensweise der Sandblindmaus liegen nur wenige Angaben vor. Der steppenartige Lebensraum der Tiere zeichnet sich durch eine spärliche Vegetation aus Korbblütlern der Gattung Artemisia, Wolfsmilchgewächsen und Gräsern aus. Sie leben in hellen Sandbereichen mit moderat feuchtem Sand und meiden die Trockenbereiche und alkalische Böden. Sandblindmäuse sind unterirdisch lebende Einzelgänger in abgegrenzten Revieren und verhalten sich aggressiv gegenüber Artgenossen. Ihre Tunnel erreichen Längen von bis zu 200 Metern und werden in Tiefen von 40 bis 50 Zentimetern gegraben. Die individuellen Reviere können bis zu 80 Quadratmeter erreichen, in optimalen Lebensräumen kommen etwa bis zu fünf Individuen pro Hektar vor. In weniger geeigneten Gebieten liegt die Dichte bei etwa 0,9 bis 1,2 Individuen pro Hektar.

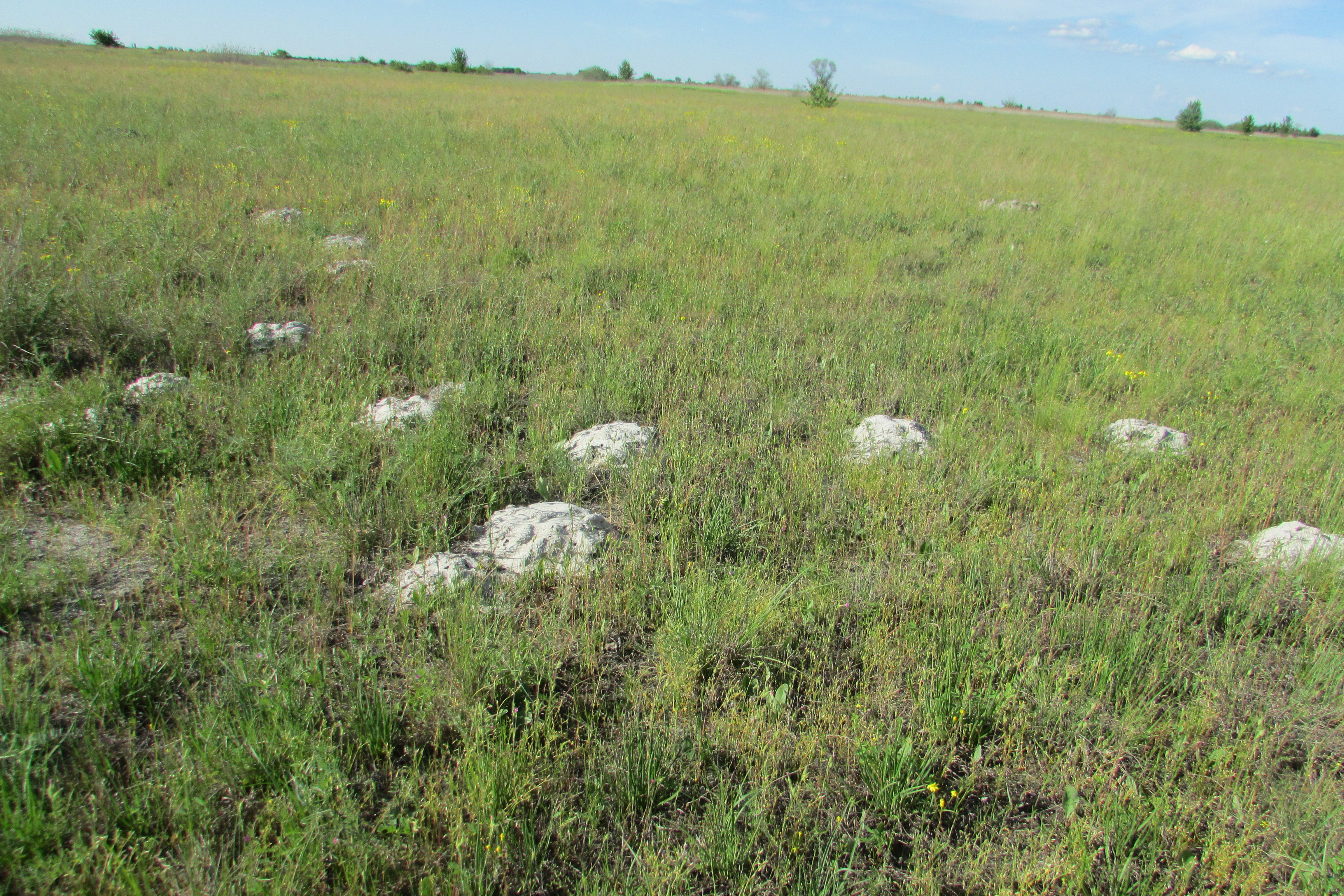
Baue der Sandblindmaus in der Halbwüste der Oleschky-Sande

Die Tiere ernähren sich von verschiedenen Pflanzen, vor allem von Feld-Mannstreu (Eryngium campestre), Feld-Beifuß (Artemisia campestris) und Bocksbart (Tragopogon ucrainicus). Dabei legen sie Futterlager an, die bis zu 15 Kilogramm Pflanzenmaterial enthalten können. Die Fortpflanzung findet saisonal einmal im Jahr im März statt, Jungtiere werden im April bis Mai geboren und dann etwa einen Monat von den Muttertieren gesäugt.
Fressfeinde der Sandblindmaus sind vor allem Kleinraubtiere wie Füchse, Marder, Haushunde und Hauskatzen sowie Greifvögel.

## Systematik
Die Sandblindmaus wurde im Jahr 1939 von der ukrainischen Biologin Eudokia Reschetnik als neue Art in der Gattung Spalax anhand von Individuen von der Nordwest-Küste des Schwarzen Meeres nahe Hola Prystan (ukrainisch Гола Пристань) im südukrainischen Oblast Cherson am Konka, einem Mündungsarm des Dnepr, beschrieben. Sie wird als Schwesterart der ebenfalls endemisch in der Ukraine lebenden Podolien-Blindmaus (Spalax zemni) betrachtet und wurde in der Vergangenheit teilweise als Unterart oder Synonym der Podolien-Blindmaus, der Ostblindmaus (Spalax microphthalmus) oder auch der Riesenblindmaus (Spalax giganteus) betrachtet.
Die Art ist monotypisch, innerhalb der Art werden entsprechend keine Unterarten unterschieden.

## Status, Bedrohung und Schutz
Die Sandblindmaus wird von der International Union for Conservation of Nature and Natural Resources (IUCN) als bedroht eingeordnet, da sie nur in einem sehr kleinen Gebiet von nur etwa 2000 km² Fläche vorkommt, von denen jedoch nur etwa 55 km² genutzt werden. Die Gesamtbestandszahlen werden auf 15.000 bis 20.000 Tiere geschätzt, die an fünf Standorten vorkommen. Große Teile des Gebiets wurden nach der Zerstörung des Kachowka-Staudamms überschwemmt, wodurch die Art aussterben könnte.
Ein Teil der Population lebt in Schutzgebieten an der Schwarzmeerküste, außerhalb der Schutzgebiete gehen die Bestände allerdings kontinuierlich zurück. Bedrohungen gehen vor allem von Aufforstungsaktivitäten aus, durch die die Landschaft stabilisiert und eine kommerzielle Forstwirtschaft etabliert werden soll.